# Schorbach
Schorbach – miejscowość i gmina we Francji, w regionie Grand Est, w departamencie Mozela.
Według danych na rok 1990 gminę zamieszkiwało 649 osób, a gęstość zaludnienia wynosiła 49 osób/km² (wśród 2335 gmin Lotaryngii Schorbach plasuje się na 511. miejscu pod względem liczby ludności, natomiast pod względem powierzchni na miejscu 412.).